# Andrena bilimeki
Andrena bilimeki är en biart som beskrevs av Laberge 1967. Andrena bilimeki ingår i släktet sandbin, och familjen grävbin. Inga underarter finns listade i Catalogue of Life.